# Tomares cyrenaica
Tomares cyrenaica är en fjärilsart som beskrevs av Turati 1924. Tomares cyrenaica ingår i släktet Tomares och familjen juvelvingar. Inga underarter finns listade i Catalogue of Life.